# I Am... (série de televisão)
I Am... é uma série de televisão antológica britânica criada por Dominic Savage para o Channel 4. Cada episódio é desenvolvido e escrito por Dominic Savage em colaboração com a atriz principal.

## Antecedente
Criada, escrita e dirigida pelo cineasta Dominic Savage, cada episódio de I Am... centra-se em um personagem titular que dá nome ao episódio. Cada história independente é desenvolvida em parceria criativa com o atriz principal, com diálogos improvisados e temas como relacionamentos, saúde mental e empoderamento. 
As gravações da primeira temporada duraram 29 dias, efetivamente 10 dias por episódio. De acordo com Krishnendu Majumdar, produtor da série, os cineastas queriam um visual íntimo, mas cinematográfico, para os episódios. Ele disse que toda a série foi gravada com a câmera apoiada apenas nas mãos "como se estivéssemos espionando os personagens", a fim de aumentar a sensação de documentário do drama.

## Episódios

### 1.ª temporada
| No. | Título        | Direção        | Roteiro                                               | Data de exibição original | Audiência   |
| --- | ------------- | -------------- | ----------------------------------------------------- | ------------------------- | ----------- |
| 1   | "I Am Nicola" | Dominic Savage | Dominic Savage (roteiro) & Vicky McClure (história)   | 23 de julho de 2019       | A confirmar |
| 2   | "I Am Kirsty" | Dominic Savage | Dominic Savage (roteiro) & Samantha Morton (história) | 30 de julho de 2019       | A confirmar |
| 3   | "I Am Hannah" | Dominic Savage | Dominic Savage (roteiro) & Gemma Chan (história)      | 6 de agosto de 2019       | A confirmar |

### 2.ª temporada
| No. | Título          | Direção        | Roteiro                                               | Data de exibição original | Audiência    |
| --- | --------------- | -------------- | ----------------------------------------------------- | ------------------------- | ------------ |
| 1   | "I Am Victoria" | Dominic Savage | Dominic Savage (roteiro) & Suranne Jones (história)   | 5 de agosto de 2021       | 2.13 milhões |
| 2   | "I Am Danielle" | Dominic Savage | Dominic Savage (roteiro) & Letitia Wright (história)  | 12 de agosto de 2021      | ASD          |
| 3   | "I Am Maria"    | Dominic Savage | Dominic Savage (roteiro) & Lesley Manville (história) | 19 de agosto de 2021      | 0.53         |

### 3.ª temporada
| No. | Título      | Direção        | Roteiro                                            | Data de exibição original | Audiência   |
| --- | ----------- | -------------- | -------------------------------------------------- | ------------------------- | ----------- |
| 1   | "I Am Ruth" | Dominic Savage | Dominic Savage (roteiro) & Kate Winslet (história) | 8 de dezembro de 2022     | A confirmar |

## Prêmios e indicações
| Ano  | Prêmio                                         | Categoria                              | Indicado(s) | Resultado | Referência |
| ---- | ---------------------------------------------- | -------------------------------------- | --- | --------- | ---------- |
| 2019 | Royal Television Society Craft & Design Awards | Fotografia - Drama e Comédia           | Stuart Bentley (por "I Am Kirsty")                                                                              | Indicado  | [ 3 ]      |
| 2020 | British Academy Television Awards              | Melhor Atriz                           | Samantha Morton (por "I Am Kirsty")                                                                             | Indicado  | [ 4 ]      |
| 2022 | British Academy Television Awards              | Melhor Drama Único                     | Dominic Savage, Krishnendu Majumdar, Richard Yee, Suranne Jones, Josh Hyams, David Charap (por "I Am Victoria") | Indicado  | [ 5 ]      |
| 2023 | Royal Television Society Programme Awards      | Melhor Atriz                           | Kate Winslet (por "I Am Ruth")                                                                                  | Venceu    | [ 6 ]      |
| 2023 | British Academy Television Awards              | Melhor Drama Único                     | Dominic Savage, Krishnendu Majumdar, Josh Hyams, Kate Winslet, Richard Yee, David Charap (por "I Am Ruth")      | Venceu    | [ 7 ]      |
| 2023 | British Academy Television Awards              | Melhor Atriz                           | Kate Winslet (por "I Am Ruth")                                                                                  | Venceu    | [ 7 ]      |
| 2023 | British Academy Television Craft Awards        | Melhor Fotografia e Iluminação: Ficção | Rachel Clark (por "I Am Ruth")                                                                                  | Indicado  | [ 8 ]      |